# 586 (số)
586 (năm trăm tám mươi sáu) là một số tự nhiên ngay sau số 585 và ngay trước số 587.